# Коллеони, Бартоломео
Бартоломе́о Коллео́ни (итал. Bartolomeo Colleoni; 1400 — 3 ноября 1475) — итальянский кондотьер.

## Биография
Бартоломео Коллеони родился, предположительно, в 1400 году в семье кондотьера, предательски убитого после взятия им замка Тресса, близ Милана.
Детство Коллеони прошло в скитаниях и лишениях. Он поступил на службу неаполитанской королевы, но скоро перешел в Венецию и принял участие в войнах Венецианской республики. Участие в осаде Кремоны обнаружило в нём большие военные способности и побудило венецианский сенат вручить Коллеони командование всей военной пехотой, после чего Коллеони быстро освободил осажденную Брешию.

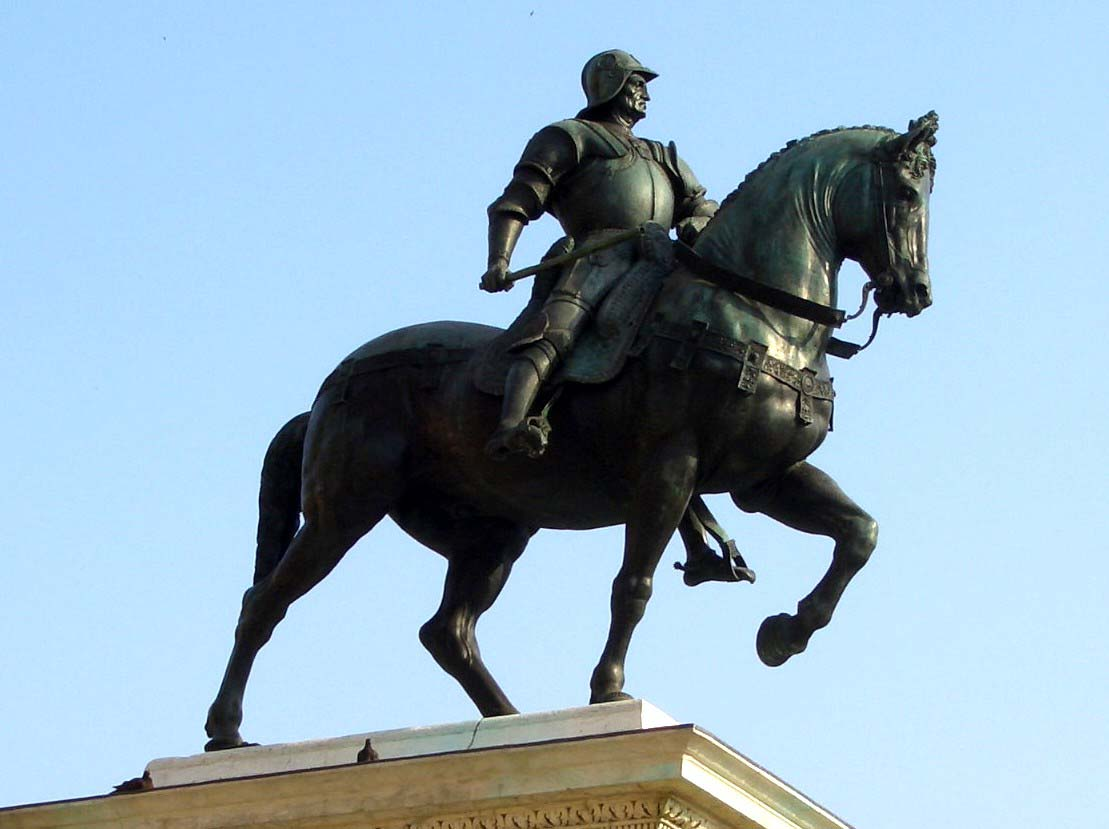
Конная статуя Коллеони
Площадь Санти-Джованни э Паоло

После этого Коллеони стали приглашать на службу и другие государства. Сперва он перешел на службу Милану, но его влияние на войска показалось опасным миланскому герцогу Филиппу, который заключил Коллеони в тюрьму. Переход власти к Франческо Сфорца повлёк за собой освобождение Коллеони, который становится в 1447 году во главе миланской армии и с ней одерживает ряд побед над войсками Карла Орлеанского, претендента на Милан.
В 1449 году Бартоломео Коллеони возвращается в Венецию, и венецианский сенат торжественно вручает ему жезл главнокомандующего всеми вооружёнными силами.
В 1467 году Коллеони одержал блестящую победу при Молинелле над соединенными войсками Милана и Флоренции; он провозглашается «спасителем Венецианской республики», и в его честь Венеция воздвигла ему великолепную бронзовую статую работы Андреа Верроккьо на площади Санти-Джованни э Паоло. В этом сражении Коллеони впервые вводит в употребление легкую полевую артиллерию, что и принесло ему победу в этой битве.
Когда римский папа Павел II начинает свою проповедь о крестовом походе против турок, Бартоломео Коллеони, по единодушному желанию всех союзных итальянских государств, назначается главнокомандующим союзной армией и составляет план похода в Албанию. Экспедиция, однако, не состоялась вследствие распрей между союзниками.
Последние годы Бартоломео Коллеони пышно жил в своём замке Мальпага, окруженный учеными и художниками, где и умер в 1475 году, оставив часть своего имущества (100 тысяч дукатов золотом) Венеции на благотворительные цели.
В 1470 году он потратил 50 тысяч дукатов золотом на строительство капеллы в Бергамо.

## В фильмах
- Судя по сходству портрета и памятника, Бартоломео Коллеони изображён под именем кондотьера Луиджи Казафато в фильме "Фламандские секреты" ("Тайны фламандцев") 1974 года.
- Конная статуя Бартоломео Коллеони — это один из всадников, которые гонятся за главным героем фильма "Старики-разбойники" в его сне-кошмаре.